# Janaira gracilis
Janaira gracilis is een pissebed uit de familie Janiridae. De wetenschappelijke naam van de soort is voor het eerst geldig gepubliceerd in 1977 door Moreira & Pires.